# Сен-Мартен, Лори
Лори Сен-Мартен (фр. Lori Saint-Martin, 20 ноября 1959, Китченер, Онтарио — 21 октября 2022, XVI округ Парижа) — канадская писательница и переводчик. Её первый роман Les Portes closes (Закрытые двери) вышел в 2013 году. Работая со своим мужем Полем Ганье, она перевела на французский язык более семидесяти англоязычных книг, в том числе произведения таких авторов, как Майя Энджелоу, Маргарет Этвуд и Наоми Кляйн.
Сен-Мартен умерла 22 октября 2022 года в возрасте 63 лет.

## Работы
Сен-Мартен преподавала литературу в Университете Квебека в Монреале (UQAM). Как специалист по женским исследованиям и литературе Квебека, она опубликовала несколько научных работ по этим предметам. В сфере художественной литературы Лори опубликовала три сборника рассказов и роман.
Художественная литература:
- 2014 — Mathématiques intimes (рассказы)
- 2013 — Les Portes closes (роман)
- 1999 — Mon père, la nuit (рассказы)
- 1991 — Lettre imaginaire à la femme de mon amant (рассказы)

Нон-фикшн:
- 2011 — Мужественные позы: что говорит мужская пресса (Éditions du remue-ménage)
- 2010 — Помимо имени: вопрос об отце в современной литературе Квебека (Presses de l’Université de Montréal)
- 2002 — Путешественник и заключённый: Габриэль Рой и женский вопрос (Boréal)
- 1999 — Имя матери: мать, дочь и написание в квебекской литературе в женском роде (Édition Nota bene)
- 1997 — Контрголос: очерки женской критики (Nuit blanche)
- 1992-1994 — Другое чтение: женская критика и тексты Квебека (XYZ)

Избранные переводы (с Полем Ганье):
- 2008 — Пока я чёрный (Майя Энджелоу, Сердце женщины[англ.])
- 2008 — Шоковая стратегия (Наоми Кляйн, Доктрина шока)
- 2008 — 28 (Стефани Нолен[англ.], 28[англ.])
- 2006 — Испытание временем: борьба со СПИДом в Африке (Стивен Льюис[англ.], Гонка со временем: в поисках надежды в опустошённой СПИДом Африке[англ.])
- 2006 — Движущиеся мишени: эссе 1971—2004 (Маргарет Этвуд, Движущиеся мишени: писать с целью, 1982—2004)
- 2005 — Одиссея Пенелопы (Маргарет Этвуд, Пенелопиада[англ.])
- 2001 — Потеря и крах (Алистер Маклеод, Нет большого зла[англ.])

## Награды и признание
Поль Ганье и Лори Сен-Мартен были удостоены нескольких премий за перевод в течение всей своей карьеры. К ним относятся премия Джона Гласско за перевод в 1993 году, премия за перевод QWF в 2004, 2006 и 2008 годах и премия генерал-губернатора в 2000, 2007 и 2015 годах. Они также были номинированы на премию генерал-губернатора ещё двенадцать раз.